# Vlootschouw

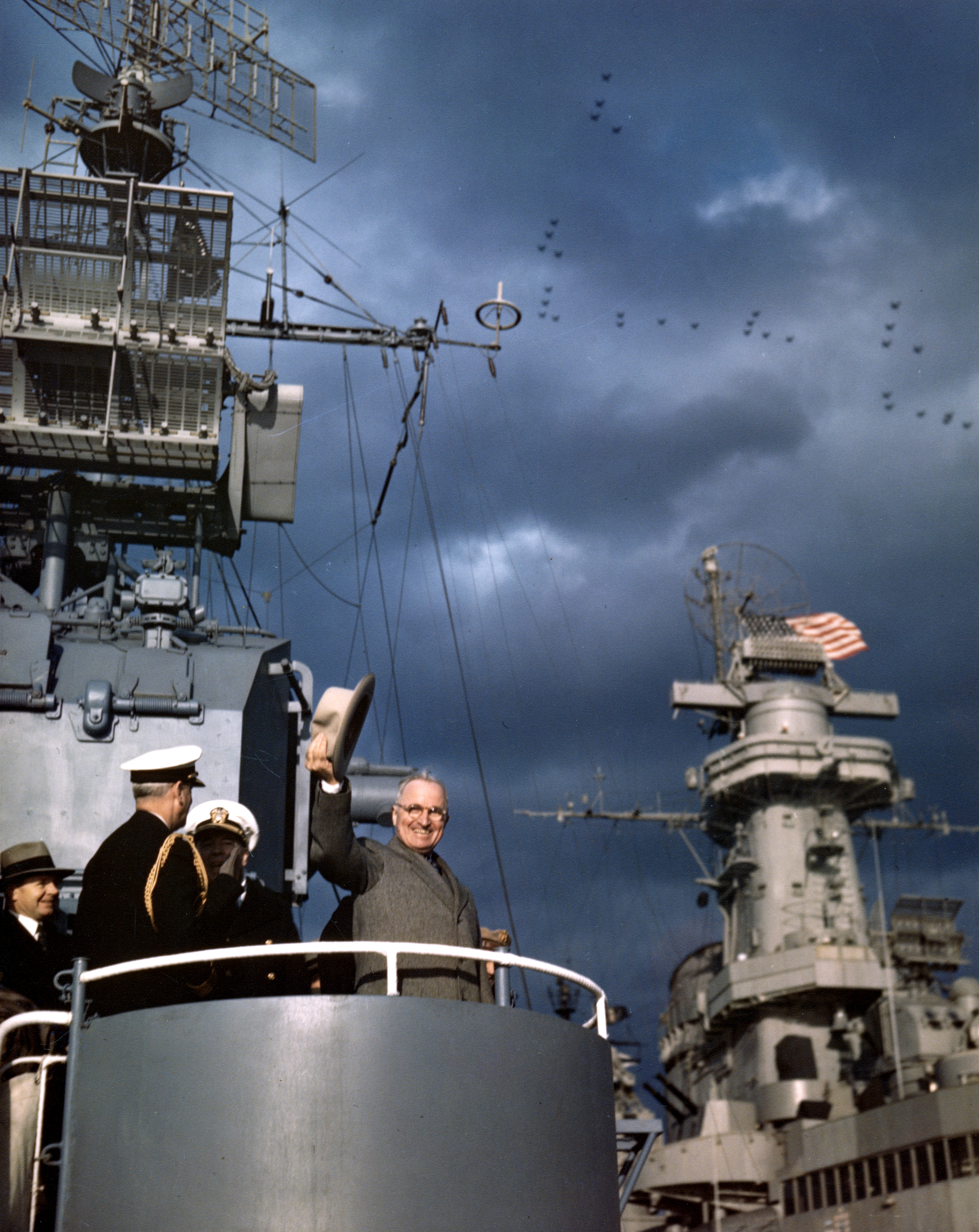
President Truman neemt een vlootschouw af.

Een vlootschouw is een inspectie van de scheeps- of luchtvloot, veelal afgenomen door hooggeplaatste personen.

## Historie
De oorsprong van de vlootschouw gaat terug tot 1341. Tijdens de Engels-Franse Honderdjarige oorlog vond deze schouw plaats bij het vertrek van koning Eduard III naar de strijdtonelen in Frankrijk. Sinds 1897 is een moderne variant van de vlootschouw gebruikelijk. Deze variant ontstond na de viering van het 60-jarig regeringsjubileum van koningin Victoria. Vlootschouwen vinden hedendaags veelal plaats vanwege staatsbezoeken van regeringsfunctionarisen of de Koninklijke familie en bij jubilea van watersport- of vliegverenigingen en regeringsjubilea van vorsten en presidenten. 

## Vorm
Tijdens een vlootschouw te water staat de hoogwaardigheidsbekleder op de kade of een schip en trekken de schepen achter elkaar aan deze persoon voorbij. Hierbij laten de schepen hun zeilen vallen en/of wordt er op een andere wijze een signaal van eerbied gegeven. De afnemer van de vlootschouw zal hierbij teruggroeten, bijvoorbeeld door middel van een geweerschot of hoornteken. Bij vlootschouw van luchtvaart-materieel loopt de afnemer van de vlootschouw veelal langs de vliegmachines. Indien de afnemer en de deelnemer van de vlootschouw beide een militaire functie bekleden wordt hierbij ook gesalueerd. De persoon die is belast met de uitvoering van een vlootschouw heet een vlootcommandant. 

## Bekende vlootschouwen

### Nederland
Vlootschouwen komen in Nederland nog altijd veel voor, bekende momenten waarop een vlootschouw wordt afgenomen zijn:
- Flora & Visserijdagen Den Oever, jaarlijks, afgenomen door de Vlootschouw Commissie Den Oever
- Sail Amsterdam, vijfjaarlijks, afgenomen door de koninklijke familie
- Sneekweek, 5 jaarlijks, afgenomen door de commissaris van de Koningin
- Harlinger Visserijdagen, jaarlijks, afgenomen door de commissaris van de Koningin
- Vlaggetjesdag, jaarlijks in Urk en Scheveningen

### Verenigd Koninkrijk
In het Verenigd Koninkrijk worden (voor zover bekend) sinds de 14e eeuw vlootschouwen gehouden. In juni 1346 werd de eerste vlootschouw ooit gehouden voor koning Eduard III, voordat hij ten strijde trok tegen Frankrijk. Sinds 1902 is het gebruikelijk dat er een Fleet Review wordt gehouden ter ere van de kroning van een nieuwe vorst. Koningin Elizabeth II, nam na haar kroning voor het eerst weer een vlootschouw af op 27 en 28 mei 1957. Sindsdien wordt deze Fleet Review door het hele Gemenebest houden. Op 3 juni 2012 nam koningin Elizabeth II ter gelegenheid van haar diamanten regeringsjubileum de grootste vlootschouw in Engeland sinds 1662 en de grootste schouw aller tijden op de Theems af.

### Verenigde Staten
In de Verenigde Staten vindt een vlootschouw plaats op Navy Day, deze vlootschouw heet de Naval Review. De President van de Verenigde Staten laat op deze dag samen met de minister van Oorlog het materiaal van de US Navy aan zich voorbijtrekken. 